# Benifallet
Benifallet település Spanyolországban, Tarragona tartományban. Benifallet El Pinell de Brai, Miravet, Rasquera, Tivenys, Xerta, Paüls és Prat de Comte községekkel határos. Lakosainak száma 718 fő (2024).

## Népesség
A település népessége az elmúlt években az alábbi módon változott:
| Lakosok száma | 199  | 2008 | 1476 | 1368 | 983  | 810  | 788  | 703  | 739  | 718  |
|               | 1717 | 1900 | 1940 | 1960 | 1986 | 2005 | 2010 | 2014 | 2019 | 2024 |